# Lucilla Boari
Lucilla Boari (Mantova, 24 marzo 1997) è un'arciera italiana.

## Biografia
Ha rappresentato l'Italia ai Giochi olimpici estivi di Rio de Janeiro 2016, classificandosi al quarto posto nella prova a squadre insieme a Claudia Mandia e Guendalina Sartori, miglior risultato di sempre per la selezione femminile dell'Italia.
Gareggia per la società sportiva "Arcieri Gonzaga" sotto la guida degli allenatori Matteo Bisiani e Wietse van Alten.
Il 14 giugno 2018 viene arruolata come agente di Polizia di Stato ed è entrata a far parte del Gruppo Sportivo Fiamme Oro.
Nel 2021 ha partecipato ai Giochi olimpici di Tokyo 2020, vincendo la medaglia di bronzo nell'individuale femminile, diventando la prima arciera italiana a vincere una medaglia olimpica.

### Vita privata
Il 30 luglio 2021 ha fatto coming out, dichiarando di essere fidanzata con la collega Sanne de Laat, arciera della nazionale olandese.

## Palmarès
- Giochi del Mediterraneo

Tarragona 2018:  Oro nell'individuale.
- Giochi europei

Minsk 2019:  Oro nel misto,  Argento nell'individuale
- Giochi olimpici

Tokyo 2020:  Bronzo nell'individuale femminile